# 加古川飛行場
加古川飛行場（かこがわひこうじょう）は、兵庫県加古川市尾上町（かつての加古郡尾上村）に存在していた旧日本陸軍の飛行場である。通称、尾上飛行場（おのえひこうじょう）、三角飛行場（さんかくひこうじょう）。

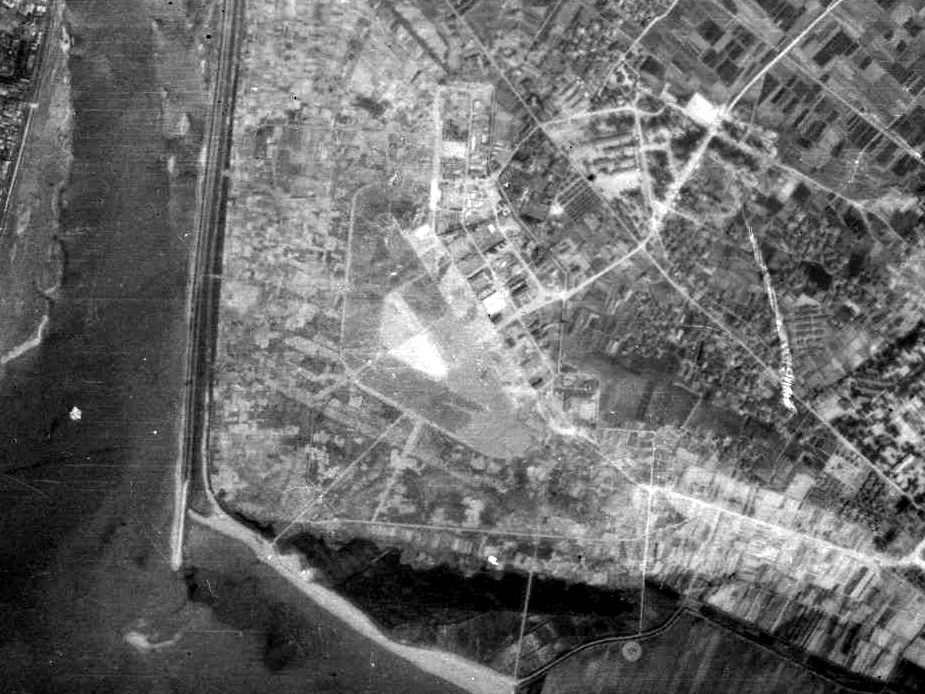
飛行場の空中写真（1947年）

## 概要
1937年（昭和12年）に日本陸軍により、主に戦闘機による関西地区の防空および少年飛行兵の訓練の拠点として、加古川河口東側付近の尾上村（現：加古川市尾上町）に開設され、村の面積の1/4を占めた。その所在地から「尾上飛行場」とも呼ばれ、また3本の舗装滑走路が三角に交わる特徴的な構造から「三角飛行場」とも呼ばれた。
飛行第13戦隊、飛行第246戦隊,第1教育隊が展開し九七式戦闘機などが運用され、航空分廠なども設置されるなど大規模な基地であった。太平洋戦争末期の1944年（昭和19年）10月頃からは、各地の陸軍基地から鹿児島県知覧町の特攻基地に向かう戦闘機の集結・燃料補給拠点として機能し、また当基地からも数次の特攻隊（第76, 213, 214振武隊＝しんぶたい）が出撃した。
滑走路は1950年代半ばまで存在し、藤田航空による小型機の遊覧飛行に利用されたり、自衛隊がトラック運転の訓練所として利用するため一時駐屯したこともある。跡地は現在、オーミケンシの加古川工場（2021年閉鎖、建屋解体済）や商業地、住宅地になっており当時を偲ばせるものはほとんど現存していない。基地の面前にあった旅館「中村屋」は出撃前の隊員の宿泊施設として利用されており隊員が残した遺書などとともに慰霊碑があったが旅館の取り壊しとともに近在の鶴林寺に移設された。

## 飛行場データ
当時の主なデータは以下のとおりである。
- 面積 約1,170,000平方メートル[7]
- 滑走路
  - 全長2,750フィート、幅325フィート （舗装）
  - 全長1,850フィート、幅325フィート （舗装）
  - 全長1,700フィート、幅325フィート （舗装）
  - 全長4,500フィート、幅1650フィート （非舗装）
  - 全長3,700フィート、幅1650フィート （非舗装）
- 位置座標：北緯34度44分12.93秒 東経134度49分7.97秒 / 北緯34.7369250度 東経134.8188806度座標: 北緯34度44分12.93秒 東経134度49分7.97秒 / 北緯34.7369250度 東経134.8188806度

## 資料展示施設
同跡地に建てられている加古川市立尾上公民館では、毎年8月に市民グループにより「加古川飛行場展」が催され、当時の写真や航空資料、またここから飛び立った特攻隊員の遺書や手紙などを公開されていた。
2021年度からは常設展示が始められた。その後、加古川市の方針で内容の充実が図られることになり、2022年10月22日から大幅に刷新されることになった。

### 開館時間
- 入場無料
- 午前9時 - 午後9時（日曜日と月曜日は午後5時まで、祝日休）